# Hagieni, Ialomița

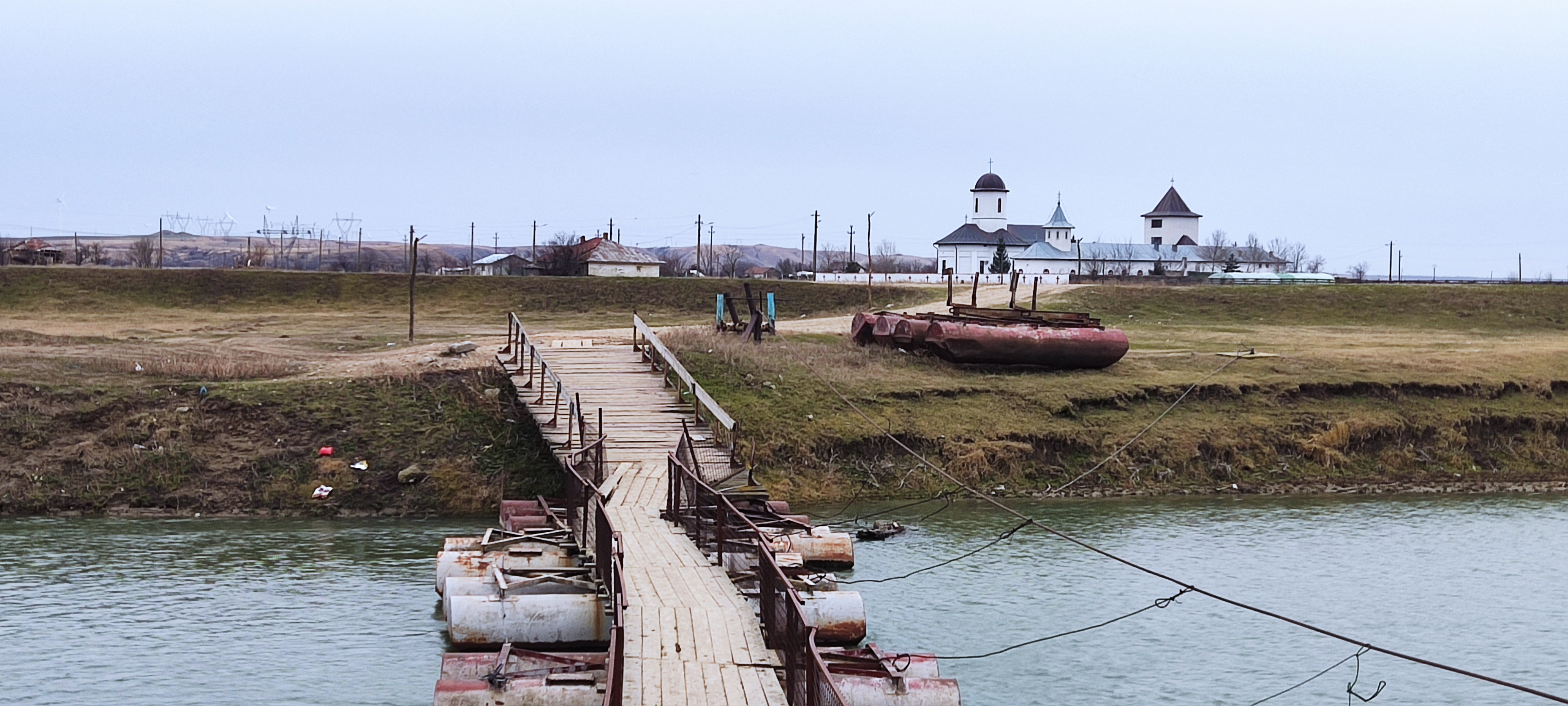

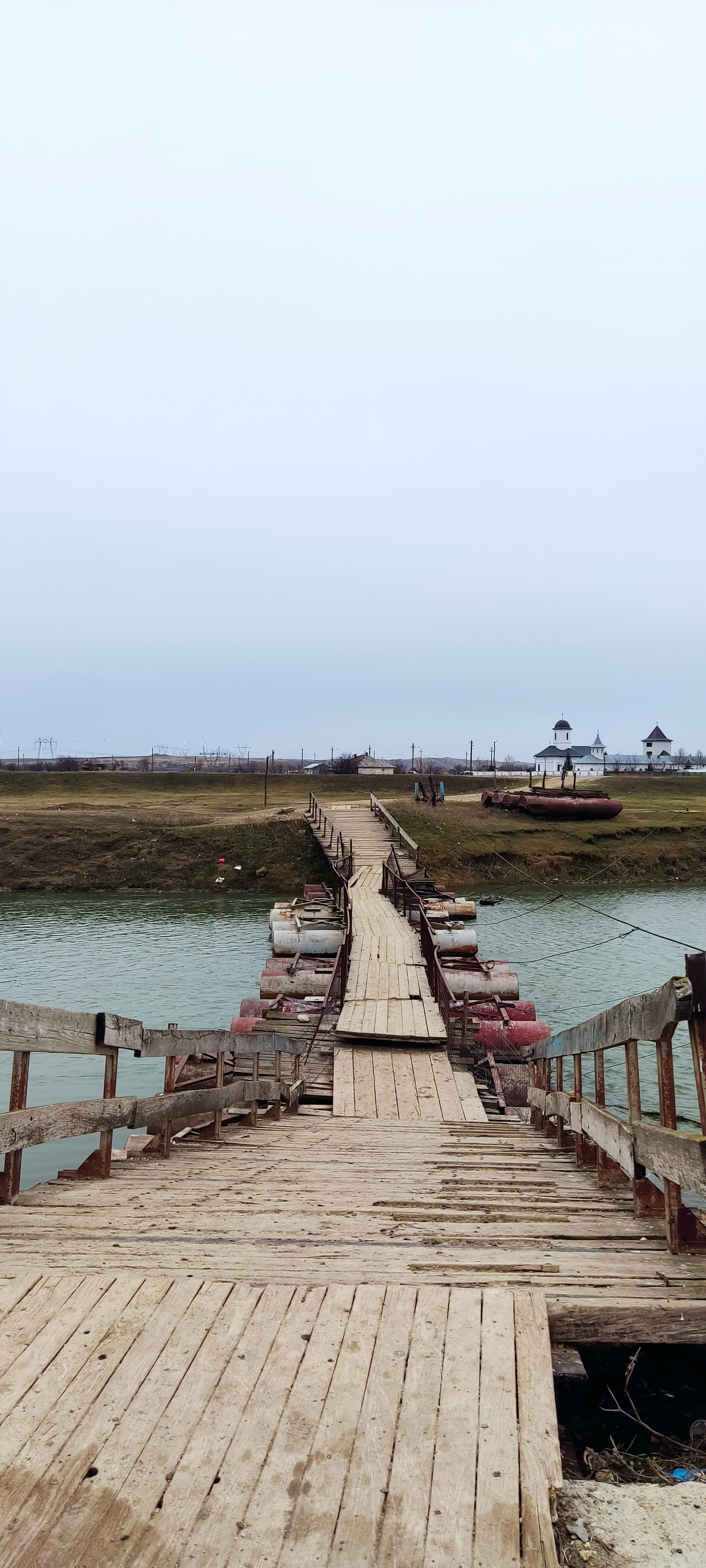

Hagieni este un sat în comuna Mihail Kogălniceanu din județul Ialomița, Muntenia, România. Se află în partea de est a județului, în Câmpia Ialomiței, pe malul drept al râului Ialomița.

## Istoric
Satul apare menționat în Harta lui Specht din 1790, cât și în Hărțile Austro-Ungare din 1856.
Acesta este lovit puternic de inundațiile de la mijlocul anilor '70. După catastrofa naturală, localitatea a rămas părăsită pentru mai multe decenii, urmând însă a fi repopulată, devenind sat aparținător de comuna Mihail Kogălniceanu. 
La recensământul din 2011, statisticile arătau că satul are 41 de locuitori.